# Rosneath (Ortschaft)
Rosneath, schottisch-gälisch Ros Neimhidh, ist eine Ortschaft in der schottischen Council Area Argyll and Bute. Sie liegt im Südosten der Halbinsel Rosneath am Ufer des Meeresarmes Gare Loch gegenüber der Ortschaft Rhu. Helensburgh ist etwa vier Kilometer östlich und Greenock sechs Kilometer südlich gelegen. Bei der Volkszählung 2011 wurden in Rosneath 849 Einwohner verzeichnet. Damit ist die Einwohnerzahl seit 1991 um 544 gesunken. Im Jahre 1881 wurden 1994 Einwohner in Rosneath gezählt.

## Verkehr
Rosneath ist an der B833 gelegen, welche genähert die Küstenlinie der Halbinsel umläuft. Eine Eisenbahnanbindung besteht nicht und war auch in der Vergangenheit nicht vorhanden. Die Ortschaft besitzt einen Schiffsanleger, der im 19. Jahrhundert regelmäßig bedient wurde. Während des Zweiten Weltkriegs wurde er als Marinebasis genutzt, an der beispielsweise die Anlandung an der afrikanischen Küste vorbereitet wurde. Noch heute werden dort militärische Anlagen betrieben.

## Sehenswürdigkeiten
In Rosneath befinden sich vier Denkmäler aus der höchsten schottischen Denkmalkategorie A. Der Standort der heutigen St Modan’s Parish Church war wahrscheinlich bereits seit dem 7. Jahrhundert ein Kirchenstandort. Das aktuelle Bauwerk stammt aus dem Jahre 1854. Rosneath Castle, ein Schloss aus dem 16. Jahrhundert, ist 1947 einem Brand zum Opfer gefallen und wurde schließlich 1961 abgerissen. Verschiedene Gebäude auf dessen Ländereien sind heute denkmalgeschützt, darunter das Badehaus und der Bauernhof des Schlosses in Kategorie A. Zuletzt ist dort das Landhaus Ferry Inn zu finden, das 1897 nach Plänen von Edwin Lutyens erbaut wurde.

## Persönlichkeiten
- Doris Zinkeisen (1898–1991), britische Kostümbildnerin und Künstlerin